# 茂山君
李悰（韓語：이종）（1490年—1525年），封茂山君（韓語：무산군）。朝鮮成宗李娎的庶子，生母為明嬪金氏。

## 生平
成宗二十一年誕生（月日不詳），卒於中宗二十年（1525年）八月，諡「孝貞」。

## 家庭
- 異母兄：燕山君李㦕、朝鮮中宗李懌
- 姊妹：徽淑翁主、敬淑翁主、徽靜翁主
- 妻：永陽郡夫人 平山申氏，申銖之女。[3]
  - 子：永善君 李龜壽
  - 子：永川君 李眉壽（1509年－1572年）
  - 子：永安正 李鶴壽
  - 子：永豊正 李期壽
  - 子：泰安君 李彭壽
  - 子：扶安君 李碩壽 （1524年-1598年）
  - 女：適申大冲
  - 女：適李彦祥
  - 庶子：中牟守 李聃壽
  - 庶子：永原君 李德壽
  - 庶女：適黃夢禎
  - 庶女：適朴舟

## 附註
1. ↑  《璿源錄》紀載生於庚戌年。
2. ↑  《中宗大王實錄》55卷,20年(1525年)8月2日(己丑) 5번째기사
3. ↑  《宗室永川君墓誌銘》…公諱眉壽。字仁老。我成宗大王之孫。茂山君諱悰之子也。妣永陽郡夫人。平山申氏。贈議政府右贊成銖之女。左議政文僖公槩之曾孫也。…